# Ferdinand Delorme
Ferdinand Delorme (20. srpna 1755 – 30. května 1827) byl obchodník, zakladatel výroby cikorie v Čechách, majitel zámku Lochkov a pražského letohrádku Portheimka, správce statků hraběte de Pourtales, předseda sirotčince sv. Jana Křtitele v Praze, představený německé evangelické obce v Praze a mistr zednář.

### Začátky v Braunschweigu a změna jména
Ferdinand se narodil 20. 8. 1755, pokřtěn byl jako Johann Jacob (Jean Jacques) Ferdinand Anton patrně v Braunschweigu, kde byl jeho otec, Jean Delolme, ženevský občan a hodinářský mistr v Hannoveru, od roku 1750 registrován. Byl původně úředníkem kanceláře loterie města Braunschweig, kde vyhotovil pro rok 1776 kalendář se zevrubným poučením o kancelářích loterie v Evropě. Tehdy se ještě podepisoval Delolme.  Dle dochovaných soudních spisů z let 1772/3 byl Ferdinand Delolme, jako "Supernumeraire beim Lotto" obviněn z rozličných přestupků. Byl proto tehdy zadržen a uvězněn. Celý spis byl tehdy k rozhodnutí předložen zeměpánu, vévodovi Karlu zu Braunschweig-Lüneburg. Z té doby se dochoval i milostný dopis od Ferdinanda jisté Amálii. Příjmení Delorme začali Ferdinand a jeho bratr Charles až Praze, kam přesídlili. Domnívali se tehdy, že jejich rodina původně ve Francii jako šlechtický rod užívala jméno De Lorme. Třetí bratr Antoine Nicolas zůstal u jména Delolme.

### Obchodníkem a zednářem v Praze
Později se věnoval obchodu, vedl v Praze obchod s výrobky galanterie a přestože začal obchod pouze s vypůjčenými penězi, vydobyl si značné jmění. Jako obchodník opakovaně cestoval do německé říše, Francie, Itálie a Polska. Ovládal francouzštinu slovem i písmem stejně dobře jako němčinu.
Byl svobodným zednářem – zasvěcen 17. 7. 1780 v pražské lóži Zu den drei gekrönten Säulen, kde byl členem do roku 1785. Stal se též členem pražské lóže Zu den drei gekrönten Sternen (jako mistr zednář od roku 1782) a následně pak i lóže Zu den drei gekrönten Sternen und Redlichkeit, a to v letech 1783–1793.

### Sirotčinec sv. Jana Křtitele
S bratrem Karlem byli významnými dobrodinci pražského orphanotropia – sirotčince sv. Jana Křtitele. Ferdinand byl i jeho předsedou a roku 1803 vyjednal s císařem Františkem II. výsadu, která pozůstávala v právu "uspořádati každoročně v prospěch osiřelých dvě maškarní merendy mimo období masopustu, jakož i v ročně opakovaném daru šesti beček soli." Hlavní podnět k založení ústavu dal velmistr lóže u tří korunovaných hvězd hrabě Kašpar Hermann Künigel, jehož manželka hraběnka Theresie rozená von Clam, byla spoluvlastnicí firmy Ferdinand Delorme junior et Compagnie, obchodu se střižním a galanterním zbožím zapsaného u směnečného a obchodního soudu pražského magistrátu. Roku 1791 dodala firma Delorme et Comp rokokový mužský šat bledě šedý k české královské korunovaci pro hraběte Rudolfa Černína.

### Německá evangelická obec v Praze
Roku 1789 byl u vzniku německé evangelické obce v Praze, kterou finančně podporoval a stal se jejím představeným. Byl blízký pastorovi Matějovi Markovicovi (1752–1793) ze Sarvaše v Uhrách, který byl po spojení s českou církví schopen sloužit v obou jazycích. Ferdinand s manželkou byli kmotry jeho dcery. V letech 1807–1817 byl pak představeným německé evangelické obce v Praze u svatého Michala v Jirchářích, kde se mu podařilo zlepšit obtížnou finanční situaci.
Roku 1795 koupil za 7.000 zlatých v Praze v ulici Karmelitské dům č. 381-15 'U Ramhovských' Ferdinand Delorme, obchodník se zlatem, stříbrem a dalším galanterním zbožím. Podnikal v domě velmi pravděpodobně větší stavební úpravy, neboť když jej v roce 1810 prodal Karolině von Thisebart, dostoupila kupní cena výše 40000zl.

### Továrna na cikorii
Roku 1797 koupil Ferdinand statek Lochkov u Prahy od Jana a Matěje Novákových, pražských měšťanů. Roku 1800 zde zřídil 1.továrnu v celém Rakousku na cikorii a sušárnu na čekanku, mrkev, hrušky, obilný slad a žaludy a na další zem. plodiny potřebné k výrobě cikorky. Z Lochkova byla přenesena na Smíchov roku 1804, kdy Lochkov koupil Alois Arioli. J. Sommer zdůrazňuje, že Delormova „Cichorienkaffeh=Fabrik“, patřila k prvním v Čechách. Zmínku o továrně nalezneme i v encyklopedii Rakousko Uherská Monarchie písmem a obrazem: „...A přece právě v prvních desetiletích našeho století v Čechách zdomácnělo větší množství nových průmyslových odvětví. Mezi lety 1800 a 1804 postavila v Lochkově u Zbraslavi a v Schönfeld(ě) u Krebitz firmy Delorme a Ágost Tschinkel a Synové první továrny na cikorku, čímž se stali zakladateli výroby kávové náhražky, která byla dosti důležitá i pro zemědělství v Čechách.“
Dle Schematismů pro roky 1802–1810 spoluvlastnil Ferdinand Delorme i 1/2 statku Chaby u Prahy. Od roku již tento díl patřil hraběti Prokopu Wratislavovi.

### Správcem hraběte de Pourtales
Ferdinand byl i správcem statků hraběte de Pourtales, Roku 1804 měl Delorme plnou moc hraběte Ludwiga de Pourtales (1773–1848), význačného vojáka a politika a zámožného majitele švýcarského regionu Neuchâtel, při správě jeho majetku. Vedle panství Tloskov, patřily Ludwigovi i Veltruby, Radovesnice, či dům na pražském Malostranském náměstí.

### Portheimka
Roku 1804 zakoupil Ferdinand na Smíchově u Prahy zahradu s obytnou budovou, oranžérií a skleníkem. Šlo o letohrádek, dnešní Portheimku v Štefánikově ulici tehdy i dnes č. 53, který si vystavěl významný barokní architekt Kilián Ignác Dientzenhofer v letech 1722–1729. Sem Delorme přenesl a zde provozoval továrnu na cikorku a zřídil kavárnu. Říkalo se tam tehdy Delormova zahrada. Delormovy výrobky prodával vídeňský obchodník Caspar Weissenberger, který se oženil s Ferdinandovou dcerou Therese (1787–1856). Weissenberger byl později velmi úspěšným majitelem uhelného dolu a továrny na cihy v Uhrách. Na Smíchově žili Delormovi až do smrti. Delormka, jak usedlosti říkali, byla prodána až roku 1828 ve veřejné dražbě. Polovinu původní hodnoty dražené pozůstalosti, tj. 5100 zlatých měli dostat dědici po zemřelém drážďanském dvorním šperkaři Augustu Gotthelfovi Globig z Jagdsheimu.

### Hostitelem Louise Delolme 1807-1810
V letech 1807 až 1810 dělala 12leté Ferdinandově dceři Anně (1795–1846) na Smíchově společnost sestřenka Louise Delolme (1791-1851). Po zbytek života si psaly dopisy, podle kterých sepsal Dr. Erben její životopis: “Náhodou se nám dochovalo, že Ferdinand Delorme a skrze něj také jeho neteř byl ve společenském styku s osobnostmi okolí kurfiřta Wilhelma I. von Hessen, který odsunut Napoleonem ze své země roku 1806, strávil několik let v Praze až do obratu v roce 1813, který mu umožnil návrat do jeho rezidence. (Kabinetní sekretář kurfiřta, který jednou Louisu v domě jejího strýce viděl, ji 4. 10. 1812 při své diplomatické cestě do Augustenburgu přivezl pozdravy od jejích pražských příbuzných. Při svém pozdějším pobytu v Kassel se setkala ještě s mnoha členy kurfiřtského dvora, se kterými se znala z Prahy; General Tümmel přivezl její pozdravy „Empfehlungen – poroučení se“ strýci v Praze 30. 4. 1819. Podnět k těmto stykům dala bezpochyb ta okolnost, že Ferdinand Delorme právě v těch letech (1807–1816) fungoval jako představený evangelické obce v Praze, při jejímž vzniku roku 1789 svým energickým vstupem a materiální podporou získal značné zásluhy. Díky příznivým majetkovým poměrům, v nichž se Delorme nejméně do státního bankrotu roku 1811 nacházel, byl život v jeho domě jistě družný; jeho neteř užila si přitom všelijakou změnu a podnět, jak víme zvláště z jednoho pobytu v Karlových Varech, na který Louise ještě v pozdějších letech s obzvláštní radostí vzpomínala. Na jaře 1810 znamenal sňatek Louisiny nejstarší sestry Elise konec pražského pobytu. Byla nástupkyní své sestry a tak „byla povýšena“, jak žertem říkávala „z vychovatelky (Obersthofmeisterin) své milé sestřenice na vychovatelku princezny.“ Touto princeznou (pozdější královnou) byla Caroline Amalie z vévodského rodu Schleswig-Holstein-Sonderburg-Augustenburg, vedlejší linie dánských králů. Byla o 5 let mladší než Louise.

### Bankrot 1811
O největší část svého jmění přišel Ferdinand Delorme díky tzv. finančnímu patentu roku 1811. Velkou část měl uloženou v tzv. bankocetlích. Víme však, že vilu na Smíchově – Delormku – Ferdinand do konce života neopustil, a také v církvi a na dobročinném poli zůstal aktivní. Z odkazu a daru tehdejšího smíchovského faráře P. Reichela a z daru pražského obchodníka Delorma byl právě roku 1811 u K. K. Weinbergamts-Gründe zřízen chudinský institut, který almužnou podělil 17 chudých.

### Úmrtí
Ferdinand Delorme umírá 30. 5. 1827 ve Smíchovském č. 55. Vzpomínce na něho věnovala jeho dcera Anna následující slova: „Ferdinand Delorme, pražský občan a obchodník narozený v Braunschweigu 20. 8. 1755, přestože nebyl Čech, miloval činně svou druhou vlast a neúnavně se snažil šířit kolem sebe štěstí a spokojenost. S křesťanskou trpělivostí přijímal také z rukou Prozřetelnosti hořké osudy a následoval ochotně jejímu hlasu a 30. 5. 1827 ve 4 h. ráno zemřel. Milující manžel zvlášť vzorně dobrý a pečlivý otec odpočívá po boku své ctné a věrné manželky a jeho památka zůstává jeho blízkým drahá a nezapomenutelná.”

## Rodina
Ferdinand Delorme se oženil 30. 1. 1783. Svatba byla v Praze a vzal si tehdy Marií Annu Schell (1759–1815), dceru pražského obchodníka Johanna Schella (1713–1802) narozeného v Rakousku, pochovaného v Praze. K desátému výročí sňatku se dochovala oslavná báseň.
6. 9. 1800 byly v Německu ve městě Offenbach poprvé vydány kvintety slavného českého hudebního skladatele Pavla Vranického (1756–1808), které byly sepsány a věnovány od Pavla Vranického jeho příteli panu Ferdinandu Delormovi a jeho nejlaskavější rodině. Delorme byl i křestním kmotrem Vranického jediné dcery.
1806 ve 22 letech zemřel jako medik Ferdinandův syn Johann Ferdinand Anton Delorme (1784–1806), v důsledku nakažení v nemocnici. Ferdinand pak rozprodával listy francouzského a anglického původu, jenž zdědil po synovi.
Roku 1811 se mladší dcera Anna (1795–1846) provdala za magistrátního radu a majitele panství Lochkov Josefa C. Brzoráda (1777–1857). V Archivu Národního Muzea, ve fondu Černý, se zachovala objemná korespondence novomanželů. Jejich syna Rudolfa později adoptovala Therese Weissenberger rozená Delorme, Rudolfův bratr Eduard u tety Therese bydlel při studií práv ve Vídni.
7.1.1815 zemřela Ferdinandova manželka Anna Delorme rozená Schell, pohřbena byla na Malostranském hřbitově. Smuteční oznámení se dochovalo jako ukázka Ferdinandova slohu.
7. 5. 1816 se dle matričního zápisu kostela sv. Filipa a Jakuba na Smíchově 60letý vdovec Ferdinand Delorme z čísla 53 na Smíchově oženil s 26 let starou Theresií, dcerou městského radního z Prahy.